# Liste der Stolpersteine in Rheine
Die Liste der Stolpersteine in Rheine enthält die Stolpersteine, die im Rahmen des gleichnamigen Kunst-Projekts von Gunter Demnig in Rheine verlegt wurden. Mit ihnen soll an die Opfer des Nationalsozialismus erinnert werden, die in Rheine lebten und wirkten.

## Liste der Stolpersteine
| Name                | Adresse                     | Bild | Inschrift | Verlegedatum  | Biografie und Anmerkungen |
| ------------------- | --------------------------- | --- | --- | ------------- | ------------------------- |
| Heinz Weinstock     | Anton-Führer-Straße 2 ·     | Stolperstein für Heinz Weinstock | Heinz Weinstock Jg. 1921 deportiert 1942 KZ Stutthof ermordet 1945                                                                                            |               |                           |
| Dr. Ewald Rosenthal | Anton-Führer-Straße 2 ·     | Stolperstein für Dr. Ewald Rosenthal | Ewald Rosenthal Jg. 1903 deportiert 1942 Buchenwald ermordet 1945                                                                                             |               |                           |
| Karl-Ernst Eickens  | Anton-Führer-Straße 2 ·     | Stolperstein für Karl-Ernst Eickens | Karl-Ernst Eickens Jg. 1923 verhaftet 1943 ermordet 1943 in Wolfenbüttel                                                                                      |               |                           |
| Bendix Buchdahl     | Auf dem Hügel 6 ·           | Stolperstein für Bendix Buchdahl | Hier wohnte Bendix Buchdahl Jg. 1850 deportiert 1942 ermordet in Theresienstadt                                                                               |               |                           |
| Ernestine Anschel   | Auf dem Thie 12 ·           | Stolperstein für Ernestine Anschel | Hier wohnte Ernestine Anschel Jg. 1882 deportiert 1942 ermordet 1942 in Riga                                                                                  |               |                           |
| Hedwig Anschel      | Auf dem Thie 12 ·           | Stolperstein für Hedwig Anschel | Hier wohnte Hedwig Anschel Jg. 1890 deportiert 1942 ermordet 1944 in Riga                                                                                     |               |                           |
| Otto Anschel        | Auf dem Thie 12 ·           | Stolperstein für Otto Anschel | Hier wohnte Otto Anschel Jg. 1878 deportiert 1942 ermordet 1944 in Riga                                                                                       |               |                           |
| Aron Grünberg       | Auf dem Thie 18 ·           | Stolperstein für Aron Grünberg | Hier wohnte Aron Grünberg Jg. 1881 deportiert 1941 ermordet 1942 in Riga                                                                                      |               |                           |
| Frieda Grünberg     | Auf dem Thie 18 ·           | Stolperstein für Frieda Grünberg | Hier wohnte Frieda Grünberg geb. Goldstein deportiert 1941 ermordet 1944 in Riga                                                                              |               |                           |
| Simon Goldstein     | Auf dem Thie 18 ·           | Stolperstein für Simon Goldstein | Hier wohnte Simon Goldstein Jg. 1866 deportiert 1942 ermordet 1942 in Auschwitz                                                                               |               |                           |
| Gerhard Luther      | Brukterer Straße 16 ·       | Stolperstein für Gerhard Luther | Hier wohnte Gerhard Luther Jg. 1897 ermordet 1944 Bruchsal |               |                           |
| Lilo Berliner       | Bühnertstraße 120 ·         | Stolperstein für Lilo Berliner | Lilo Berliner Jg. 1918 deportiert 1942 Auschwitz ermordet 1942                                                                                                | 21. Apr. 2004 | [ 1 ]                     |
| Ruth Mendel         | Bühnertstraße 120 ·         | Stolperstein für Ruth Mendel | Ruth Mendel Jg. 1920 deportiert 1943 ermordet 1943 in Auschwitz                                                                                               | 21. Apr. 2004 | [ 1 ]                     |
| Grete Rosenberg     | Emsstraße 29 ·              | Stolperstein für Grete Rosenberg | Hier wohnte Grete Rosenberg Jg. 1903 Flucht – Holland ermordet 1943 in Auschwitz                                                                              |               |                           |
| Martha Rosenberg    | Emsstraße 29 ·              | Stolperstein für Martha Rosenberg | Hier wohnte Martha Rosenberg Jg. 1889 Flucht – Holland ermordet 1943 in Auschwitz                                                                             |               |                           |
| Hermann Salomon     | Friedensstraße 13 ·         | Stolperstein für Hermann Salomon | Hier wohnte Hermann Salomon Jg. 1880 Flucht – Holland ermordet 1943 in Sobibor                                                                                |               |                           |
| Johanna Salomon     | Friedensstraße 13 ·         | Stolperstein für Johanna Salomon | Hier wohnte Johanna Salomon geb. Steinweg Jg. 1876 Flucht – Holland ermordet 1943 in Sobibor                                                                  |               |                           |
| Heinrich Duhme      | Hauenhorster Straße 127 ·   | Stolperstein für Heinrich Duhme | Hier wohnte Heinrich Duhme Jg. 1894 ermordet 1944 in Bruchsal                                                                                                 |               |                           |
| Frieda Dessauer     | Herrenschreiberstraße 9 ·   | Stolperstein für Frieda Dessauer | Hier wohnte Frieda Dessauer geb. Van der Reis Jg. 1899 deportiert 1941 Riga ermordet 1945 tot auf der Flucht                                                  |               |                           |
| Hermann Dessauer    | Herrenschreiberstraße 9 ·   | Stolperstein für Hermann Dessauer | Hier wohnte Hermann Dessauer Jg. 1889 deportiert 1941 Riga erschossen 1942                                                                                    |               |                           |
| Arthur Rosenberg    | Im Winkel 22 ·              | Stolperstein für Arthur Rosenberg | Hier wohnte Arthur Rosenberg Jg. 1893 'Schutzhaft' 1938 Sachsenhausen deportiert Auschwitz ermordet 10.12.1942                                                |               |                           |
| Eduard Reinhaus     | Kardinal-Galen-Ring ·       | Stolperstein für Eduard Reinhaus | Hier wohnte Eduard Reinhaus Jg. 1866 deportiert 1942 Theresienstadt ermordet 11.10.1942                                                                       |               |                           |
| Ernst Reinhaus      | Kardinal-Galen-Ring ·       | Stolperstein für Ernst Reinhaus | Hier wohnte Ernst Reinhaus Jg. 1895 deportiert 1941 Riga ermordet                                                                                             |               |                           |
| Hulda Reinhaus      | Kardinal-Galen-Ring ·       | Stolperstein für Hulda Reinhaus | Hier wohnte Hulda Reinhaus Jg. 1862 deportiert 1942 Theresienstadt ermordet 13.5.1944                                                                         |               |                           |
| Josef Reinhaus      | Kardinal-Galen-Ring ·       | Stolperstein für Josef Reinhaus | Hier wohnte Josef Reinhaus Jg. 1863 deportiert 1942 Theresienstadt ermordet 17.12.1942                                                                        |               |                           |
| Kurt Reinhaus       | Kardinal-Galen-Ring ·       | Stolperstein für Kurt Reinhaus | Hier wohnte Kurt Reinhaus Jg. 1901 'Schutzhaft' 1938 Buchenwald deportiert 1941 Kowno Fort IX ermordet 25.11.1941                                             |               |                           |
| Rebekka Reinhaus    | Kardinal-Galen-Ring ·       | Stolperstein für Rebekka Reinhaus | Hier wohnte Rebekka Reinhaus geb. Falkenstein Jg. 1867 deportiert 1942 Theresienstadt ermordet 20.8.1942                                                      |               |                           |
| Danny de Beer       | Kolpingstraße 5 ·           | Stolperstein für Danny de Beer | Hier wohnte Danny de Beer Jg. 1896 deportiert 1941 Riga ermordet 1945 Buchenwald                                                                              |               |                           |
| Ilse de Beer        | Kolpingstraße 5 ·           | Stolperstein für Ilse de Beer | Hier wohnte Ilse de Beer Jg. 1929 deportiert 1941 ermordet in Riga                                                                                            |               |                           |
| Margret de Beer     | Kolpingstraße 5 ·           | Stolperstein für Margret de Beer | Hier wohnte Margret de Beer geb. Reinhaus Jg. 1896 deportiert 1941 ermordet in Riga                                                                           |               |                           |
| Marianne de Beer    | Kolpingstraße 5 ·           | Stolperstein für Marianne de Beer | Hier wohnte Marianne de Beer Jg. 1925 deportiert 1941 Riga ermordet 1944 Stutthof                                                                             |               |                           |
| Robert Reinhaus     | Kolpingstraße 5 ·           | Stolperstein für Robert Reinhaus | Hier wohnte Robert Reinhaus Jg. 1965 deportiert 1942 Theresienstadt ermordet 1943                                                                             |               |                           |
| Ester Joselewitsch  | Ludwigstraße 20 ·           | Stolperstein für Ester Joselewitsch | Hier wohnte Ester Joselewitsch geb. Gurewier Jg. 1885 deportiert 1942 Theresienstadt ermordet 1944 Auschwitz                                                  |               |                           |
| Isaak Joselewitsch  | Ludwigstraße 20 ·           | Stolperstein für Isaak Joselewitsch | Hier wohnte Isaak Joselewitsch Jg. 1885 deportiert 1942 Theresienstadt ermordet 1944 Auschwitz                                                                |               |                           |
| Max Joselewitsch    | Ludwigstraße 20 ·           | Stolperstein für Max Joselewitsch | Hier wohnte Max Joselewitsch Jg. 1921 deportiert 1940 ermordet in Łodz                                                                                        |               |                           |
| Nathan Joselewitsch | Ludwigstraße 20 ·           | Stolperstein für Nathan Joselewitsch | Hier wohnte Nathan Joselewitsch Jg. 1914 deportiert 1943 ermordet 1944 Birkenau                                                                               |               |                           |
| Ludwig Rosenberg    | Markt 7 ·                   | Stolperstein für Ludwig Rosenberg | Hier wohnte Ludwig Rosenberg Jg. 1905 Flucht 1936 Frankreich verhaftet 1940 interniert Gurs tot 5.6.1943                                                      |               |                           |
| Heinrich Buchzik    | Marsenstraße 26 ·           | Stolperstein für Heinrich Buchzik | Hier wohnte Heinrich Buchzik Jg. 1899 verhaftet 1939 Sachsenhausen Dachau 'verlegt' 10.8.1942 Schloss Hartheim ermordet 10.8.1942                             |               |                           |
| Julie Reinhaus      | Mühlenstraße 29 ·           | Stolperstein für Julie Reinhaus | Hier wohnte Julie Reinhaus Jg. 1860 Pogromnacht 1938 Selbstmord tot 11.11.1938                                                                                |               |                           |
| Eduard Mendel       | Münsterstraße 15 ·          | Stolperstein für Eduard Mendel | Hier wohnte Eduard Mendel Jg. 1879 deportiert 1943 ermordet 1943 Auschwitz                                                                                    |               |                           |
| Teresia Mendel      | Münsterstraße 15 ·          | Stolperstein für Teresia Mendel | Hier wohnte Teresia Mendel geb. Lebenstein Jg. 1881 deportiert 1943 ermordet 1943 Auschwitz                                                                   |               |                           |
| Fanny Eichenwald    | Neuenkirchener Straße 39 ·  | Stolperstein für Fanny Eichenwald | Hier wohnte Fanny Eichenwald geb. Neustädter Jg. 1887 deportiert 1943 Theresienstadt ermordet 1945                                                            |               |                           |
| Fritz Eichenwald    | Neuenkirchener Straße 39 ·  | Stolperstein für Fritz Eichenwald | Hier wohnte Fritz Eichenwald Jg. 1928 deportiert 1943 Auschwitz ermordet 1944                                                                                 |               |                           |
| Hugo Eichenwald     | Neuenkirchener Straße 39 ·  | Stolperstein für Hugo Eichenwald | Hier wohnte Hugo Eichenwald Jg. 1884 deportiert 1943 Theresienstadt ermordet 1944                                                                             |               |                           |
| Rosa Eichenwald     | Neuenkirchener Straße 39 ·  | Stolperstein für Rosa Eichenwald | Hier wohnte Rosa Eichenwald Jg. 1879 deportiert 1943 Auschwitz ermordet 1944                                                                                  |               |                           |
| Szmuel Merenstein   | Neuenkirchener Straße 104 · | Stolperstein für Szmuel Merenstein | Hier wohnte Szmuel Merenstein Jg. 1890 abgeschoben 1938 ermordet im besetzten Polen                                                                           |               |                           |
| Bertha Frank        | Osnabrücker Straße 67 ·     | Stolperstein für Bertha Frank | Hier wohnte Bertha Frank geb. Leeser Jg. 1863 deportiert 1942 Theresienstadt ermordet 1943                                                                    |               |                           |
| Bertha Berliner     | Poststraße 17 ·             | Stolperstein für Bertha Berliner | Hier wohnte Bertha Berliner geb. Rosenthal Jg. 1896 deportiert 1942 ermordet 1942 in Auschwitz                                                                |               |                           |
| Daniel Rosenthal    | Poststraße 17 ·             | Stolperstein für Daniel Rosenthal | Hier wohnte Daniel Rosenthal Jg. 1939 deportiert 1942 ermordet 1942 Auschwitz                                                                                 |               |                           |
| Willy Rosenthal     | Poststraße 17 ·             | Stolperstein für Willy Rosenthal | Hier wohnte Willy Rosenthal Jg. 1907 deportiert 1942 ermordet 1942 in Groß Rosen                                                                              |               |                           |
| Marta Weinstock     | Salzbergener Straße 1 ·     | Stolperstein für Marta Weinstock | Hier wohnte Marta Weinstock geb. Müller Jg. 1893 deportiert 1942 ermordet 1942 in Riga                                                                        |               |                           |
| Abraham Weinstock   | Salzbergener Straße 1 ·     | Bild gesucht Der Benutzer GeorgDerReisende ( Diskussion ) wünscht sich an dieser Stelle ein Bild vom Ort mit diesen Koordinaten 52.280144 7.433968 . Motiv: Salzbergener Straße 1: der Stolperstein für Abraham Weinstock, die Lage und das Haus Falls du dabei helfen möchtest, erklärt die Anleitung , wie das geht. BW | Hier wohnte und lehrte Abraham Weinstock Jg. 1893 ausgewiesen 1933 1934 Gelsenkirchen zwangspensioniert 1939 deportiert 1942 Ghetto Riga, KZ Stutthof befreit | 21. Aug. 2024 |                           |
| Josef Averesch      | Schleupestraße 22 ·         | Stolperstein für Josef Averesch | Hier wohnte Pater Josef Averesch Jg. 1902 Gestapohaft KZ Dachau tot 20.6.1949 Folgen der Haft                                                                 |               | [ 2 ]                     |
| Adolf Disse         | Sophienstraße 14 ·          | Bild gesucht Der Benutzer GeorgDerReisende ( Diskussion ) wünscht sich an dieser Stelle ein Bild vom Ort mit diesen Koordinaten 52.274644 7.455002 . Motiv: Sophienstraße 14: der Stolperstein für Adolf Disse, die Lage und das Haus Falls du dabei helfen möchtest, erklärt die Anleitung , wie das geht. BW            | Hier wohnte Adolf Disse … | 19. Dez. 2023 | [ 3 ]                     |
| Abraham Antewil     | Thiemauer 19 ·              | Stolperstein für Abraham Antewil | Hier wohnte Abraham Antewil Jg. 1895 deportiert 1941 ermordet 1941 in Riga                                                                                    |               |                           |
| Albert Abrahamson   | Tiefe Straße 6 ·            | Stolperstein für Albert Abrahamson | Hier wohnte Albert Abrahamson Jg. 1901 deportiert 1941 Riga ermordet 1943 Sobibor                                                                             |               |                           |
| Fritz Abrahamson    | Tiefe Straße 6 ·            | Stolperstein für Fritz Abrahamson | Hier wohnte Fritz Abrahamson Jg. 1908 deportiert 1943 ermordet 1943 Sobibor                                                                                   |               |                           |
| Henny de Bruijn     | Tiefe Straße 6 ·            | Stolperstein für Henny de Bruijn | Hier wohnte Henny de Bruijn geb. Abrahamson Jg. 1910 deportiert 1943 ermordet 1943 in Auschwitz                                                               |               |                           |
| Hermann Abrahamson  | Tiefe Straße 6 ·            | Stolperstein für Hermann Abrahamson | Hier wohnte Hermann Abrahamson Jg. 1874 deportiert 1943 ermordet 1943 Sobibor                                                                                 |               |                           |
| Jeanette Abrahamson | Tiefe Straße 6 ·            | Stolperstein für Jeanette Abrahamson | Hier wohnte Jeanette Abrahamson geb. Rosenberg Jg. 1875 deportiert ermordet                                                                                   |               |                           |
| Selma Haas          | Tiefe Straße 6 ·            | Stolperstein für Selma Haas | Hier wohnte Selma Haas geb. Abrahamson Jg. 1906 deportiert ermordet 1943 Sobibor                                                                              |               |                           |
| Moritz Metzger      | Tiefe Straße 8 ·            | Stolperstein für Moritz Metzger | Hier wohnte Moritz Metzger Jg. 1882 deportiert 1941 Riga ermordet 1944                                                                                        |               |                           |
| Caroline Anschel    | Tiefe Straße 10 ·           | Stolperstein für Caroline Anschel | Hier wohnte Caroline Anschel geb. Hirsch Jg. 1870 Gestapohaft Folter tot 13.12.1938                                                                           |               |                           |
| Heinrich Roters     | Winkelstraße 9 ·            | Stolperstein für Heinrich Roters | Hier wohnte Heinrich Roters Jg. 1883 ermordet 1944 im KZ Sachsenhausen                                                                                        |               |                           |